# Fritz Hartmann (Mediziner, 1900)
Fritz Hartmann (* 28. Dezember 1900 in Loibenberg (Libno), Ortsgemeinde Videm, Gerichtsbezirk Rann, Untersteiermark; † 1946 in Smolensk) war ein österreichischer Chirurg und Hochschullehrer.

## Leben
Hartmann studierte an der Universität Graz Medizin. 1919 wurde er mit Hugo Gasteiger im Corps Joannea recipiert. Er engagierte sich im Steirischen Heimatschutz. Er bestand 1923 das Staatsexamen und wurde am 30. November 1923 zum Doktor der gesamten Heilkunde  promoviert. Danach war er Wissenschaftlicher Assistent bei Wilhelm Trendelenburg  am Physiologischen Institut der Eberhard Karls Universität Tübingen. 1926 begann er die chirurgische Ausbildung bei Ferdinand Sauerbruch in München. Mit ihm wechselte er 1928 an die Charité. Juni 1933 trat er der SS bei (SS-Nummer 151.131). Wertvoll machten ihn seine Verbindungen zu österreichischen Nationalsozialisten. Max Blunck bestellte ihn im Oktober 1933 zum „Führer des österreichischen Verbandsteiles des KSCV“. 1936 habilitierte er sich bei Sauerbruch. Als Oberarzt war er für neurochirurgische Eingriffe zuständig. Am 5. September 1938 beantragte er die Aufnahme in die NSDAP und wurde rückwirkend zum 1. Mai desselben Jahres aufgenommen (Mitgliedsnummer 6.199.983). Von der Friedrich-Wilhelms-Universität zu Berlin wurde er zum Dozenten (1939) und zum a.o. Professor (1941) ernannt. Im Oktober 1944 war eine Fakultätssitzung mit Hartmanns Corpsbruder Max de Crinis anberaumt. De Crinis, Ministerialreferent für medizinische Fachfragen im Amt Wissenschaft des Reichsministeriums für Wissenschaft, Erziehung und Volksbildung, benannte den von Sauerbruch protegierten Hartmann zum 1. November 1944 für den chirurgischen Lehrstuhl der Reichsuniversität Posen. Da die Rote Armee bereits im Januar 1945 über die Weichsel rückte, hat Hartmann das Ordinariat wohl nie angetreten. In den Posener Professorenlisten ist er nicht aufgeführt. Wahrscheinlich war er Sanitätsoffizier im Heer (Wehrmacht). Sein Lebensende ist unklar. Nach Michael H. Kater wurde er „1945 [in Berlin] entlassen als Parteimitglied“. Nach den Kösener Corpslisten starb er 1946 in einem Kriegsgefangenenlager in Smolensk.

## Familie
Hartmanns Vater Fritz Hartmann (1871–1937) war Psychiater in Graz. 1922 wurde er Corpsschleifenträger von Joannea Graz. Nach dem Tod seiner Ehefrau Elsa Hartmann (1877–1948) kam das Haus in der Schönbrunngasse 95 (seit 1952: Nr. 63) in Graz an den jüngeren Sohn Julius Friedrich Franz Hartmann (1902–1959). Er war an der Charité als Internist ausgebildet worden und hatte sich 1937 in Graz habilitiert. Als Universitätsdozent leitete er von 1938 bis 1945 die II. Medizinische Abteilung des Landeskrankenhauses Graz. Am 23. Jänner 1943 heiratete er in Graz Christine geb. Lukacic. 1944 kam der Sohn Jörg Hartmann zur Welt. Nach dem Tod von Julius Hartmann ging das Haus in den Besitz seiner Witwe Christine Hartmann über.

## Publikationen
- mit Ferdinand Sauerbruch: Fortschritte in der Neurochirurgie. Arch klin Chir 176 (1933), S. 568–580[11]
- mit Ferdinand Sauerbruch: Beitrag zur Chirurgie intramedullärer Neubildungen. Schweiz Med Wochenschr 65 (1935), S. 26–28.
- Vorweisung von 58 Kranken mit neurochirurgischen Eingriffen. Vortrag auf dem Internationalen Fortbildungskongress Berlin 1938. In: Christel Heinrich Roggenbau (Hrsg.): Gegenwartsprobleme der psychiatrisch-neurologischen Forschung. Enke, Stuttgart 1939. S. 204–205.